# Francisella tularensis
Francisella tularensis ist ein Bakterium, das Auslöser der Tularämie („Hasenpest“) ist. Der Artname leitet sich von Tulare County (Kalifornien) ab, in dem der Erreger 1911 erstmals bei Erdhörnchen nachgewiesen wurde, der Gattungsname von Edward Francis, einem US-amerikanischen Arzt, der 1922 den Zusammenhang zwischen Erreger und Krankheit und den Übertragungsweg auf den Menschen über Goldaugenbremsen erkannte.

## Eigenschaften
F. tularensis ist ein kleines, gramnegatives Stäbchen von 0,2 × 0,2–0,7 µm Größe, das häufig auch eine kokkoide Gestalt hat. Es ist obligat aerob und unbeweglich. Das Bakterium ist Katalase- und Oxidase-negativ. F. tularensis hat einen hohen Lipidgehalt. 
Die Kultur ist anspruchsvoll. Auf MacConkey-Agar wächst der Erreger nicht, einem Blutagar muss Cystein oder Cystin zugesetzt werden. Isolate von infizierten Tieren bilden eine Kapsel. In der Außenwelt überlebt das Bakterium bis zu vier Monate.

## Meldepflicht
In Deutschland ist der direkte oder indirekte Nachweis von Francisella tularensis namentlich meldepflichtig nach § 7 des Infektionsschutzgesetzes, soweit der Nachweis auf eine akute Infektion hinweist.
In der Schweiz ist der positive laboranalytische Befund von Francisella tularensis meldepflichtig und zwar nach dem Epidemiengesetz (EpG) in Verbindung mit der Epidemienverordnung und Anhang 3 der Verordnung des EDI über die Meldung von Beobachtungen übertragbarer Krankheiten des Menschen.